# Lijst van gemeentelijke monumenten in Heusden (gemeente)
De gemeente Heusden heeft 190 gemeentelijke monumenten. Hieronder een overzicht. 

## Doeveren
De plaats Doeveren kent 3 gemeentelijke monumenten:
| Object      | Bouwjaar | Architect | Locatie          | Coördinaten                  | Nr.        | Afbeelding  |
| ----------- | -------- | --------- | ---------------- | ---------------------------- | ---------- | ----------- |
| Woonhuis    |          |           | Dorpsstraat 4    | 51° 43' 15" NB, 5° 5' 26" OL | 0797/WN001 | Woonhuis    |
| Boerderijen |          |           | Dorpsstraat 5    | 51° 43' 14" NB, 5° 5' 23" OL | 0797/WN002 | Boerderijen |
| Boerderijen |          |           | Provincialeweg 6 | 51° 43' 22" NB, 5° 5' 20" OL | 0797/WN003 | Boerderijen |

## Drunen
De plaats Drunen kent 29 gemeentelijke monumenten:
| Object                              | Bouwjaar | Architect        | Locatie                             | Coördinaten                  | Nr.        | Afbeelding                |
| ----------------------------------- | -------- | ---------------- | ----------------------------------- | ---------------------------- | ---------- | ------------------------- |
| Woonhuis                            |          |                  | Bosscheweg 105                      | 51° 41' 18" NB, 5° 9' 48" OL | 0797/WN004 | Woonhuis                  |
| Woonhuis                            |          |                  | Bosscheweg 107                      | 51° 41' 19" NB, 5° 9' 48" OL | 0797/WN005 | Woonhuis                  |
| Woonhuis                            |          |                  | Bosscheweg 109                      | 51° 41' 19" NB, 5° 9' 49" OL | 0797/WN006 | Woonhuis                  |
| Woonhuis                            |          |                  | Bosscheweg 111                      | 51° 41' 19" NB, 5° 9' 50" OL | 0797/WN007 | Woonhuis                  |
| Woonhuis                            |          |                  | Bosscheweg 113                      | 51° 41' 19" NB, 5° 9' 51" OL | 0797/WN008 | Woonhuis                  |
| Woonhuis                            |          |                  | Bosscheweg 115                      | 51° 41' 19" NB, 5° 9' 51" OL | 0797/WN009 | Woonhuis                  |
| Woonhuis                            |          |                  | Bosscheweg 117                      | 51° 41' 19" NB, 5° 9' 52" OL | 0797/WN010 | Woonhuis                  |
| Woonhuis                            |          |                  | Bosscheweg 119                      | 51° 41' 19" NB, 5° 9' 52" OL | 0797/WN011 | Woonhuis                  |
| Woonhuis                            |          |                  | Bosscheweg 121                      | 51° 41' 19" NB, 5° 9' 53" OL | 0797/WN012 | Woonhuis                  |
| Woonhuis                            |          |                  | Bosscheweg 123                      | 51° 41' 19" NB, 5° 9' 54" OL | 0797/WN013 | Woonhuis                  |
| Boerderij                           |          |                  | Bosscheweg 129                      | 51° 41' 20" NB, 5° 9' 57" OL | 0797/WN014 | Boerderij                 |
| Boerderij                           |          |                  | Bosscheweg 131                      | 51° 41' 20" NB, 5° 9' 59" OL | 0797/WN015 | Boerderij                 |
| Woonhuis                            |          |                  | Eindstraat 1                        | 51° 41' 19" NB, 5° 7' 16" OL | 0797/WN016 | Upload foto               |
| Schuur                              |          |                  | Giersbergen 2                       | 51° 39' 25" NB, 5° 8' 59" OL | 0797/WN017 | Schuur                    |
| Boerderij                           |          |                  | Grotestraat 4                       | 51° 41' 19" NB, 5° 7' 18" OL | 0797/WN018 | Boerderij                 |
| Boerderij                           |          |                  | Grotestraat 6                       | 51° 41' 18" NB, 5° 7' 19" OL | 0797/WN019 | Boerderij                 |
| Boerderij                           |          |                  | Grotestraat 10b/12                  | 51° 41' 18" NB, 5° 7' 21" OL | 0797/WN020 | Boerderij                 |
| Boerderij                           |          |                  | Grotestraat 15                      | 51° 41' 17" NB, 5° 7' 20" OL | 0797/WN021 | Boerderij                 |
| Woonhuis                            |          |                  | Grotestraat 17                      | 51° 41' 17" NB, 5° 7' 21" OL | 0797/WN022 | Woonhuis                  |
| Woonhuis                            |          |                  | Grotestraat 131                     | 51° 41' 10" NB, 5° 7' 56" OL | 0797/WN023 | Woonhuis                  |
| Boerderij                           |          |                  | Grotestraat 191                     | 51° 41' 12" NB, 5° 8' 18" OL | 0797/WN024 | Boerderij                 |
| Winkel/Woonhuis                     |          |                  | Grotestraat 239                     | 51° 41' 11" NB, 5° 8' 36" OL | 0797/WN025 | Winkel/Woonhuis           |
| Boerderij                           |          |                  | Grotestraat 240                     | 51° 41' 11" NB, 5° 8' 33" OL | 0797/WN026 | Boerderij                 |
| Voormalig bedrijfsgebouw met woning |          |                  | Nigerplantsoen 15 15                | 51° 40' 55" NB, 5° 7' 2" OL  | 0797/WN027 | Upload foto               |
| Voormalige spoorbrug(gen)           |          |                  | Spoordijk bij Eindstraat en Zeedijk | 51° 41' 27" NB, 5° 6' 46" OL | 0797/WN028 | Voormalige spoorbrug(gen) |
| Sint-Lambertuskerk                  | 1954     | H.C. van de Leur | Raadhuisplein 4                     | 51° 41' 10" NB, 5° 7' 47" OL | 0797/WN029 | Sint-Lambertuskerk        |
| Woonhuis                            |          |                  | Stationsstraat 52                   | 51° 41' 26" NB, 5° 7' 55" OL | 0797/WN030 | Woonhuis                  |
| Woonhuis                            |          |                  | Torenstraat 11                      | 51° 41' 6" NB, 5° 7' 51" OL  | 0797/WN031 | Woonhuis                  |
| Boerderij                           |          |                  | Torenstraat 19                      | 51° 41' 3" NB, 5° 7' 51" OL  | 0797/WN032 | Boerderij                 |

## Elshout
De plaats Elshout kent 11 gemeentelijke monumenten:
| Object    | Bouwjaar | Architect | Locatie             | Coördinaten                  | Nr.        | Afbeelding        |
| --------- | -------- | --------- | ------------------- | ---------------------------- | ---------- | ----------------- |
| Woonhuis  |          |           | Heusdenseweg 10     | 51° 42' 9" NB, 5° 8' 33" OL  | 0797/WN033 | Woonhuis          |
| Boerderij |          |           | Kapelstraat 14      | 51° 42' 3" NB, 5° 7' 46" OL  | 0797/WN034 | Boerderij         |
| Boerderij |          |           | Kapelstraat 34      | 51° 41' 58" NB, 5° 7' 35" OL | 0797/WN035 | Boerderij         |
| Boerderij |          |           | Kapelstraat 52      | 51° 41' 55" NB, 5° 7' 22" OL | 0797/WN036 | Boerderij         |
| Boerderij |          |           | Kapelstraat 59      | 51° 41' 54" NB, 5° 7' 2" OL  | 0797/WN037 | Boerderij         |
| Klooster  |          |           | Kerkstraat 27/27a   | 51° 42' 4" NB, 5° 8' 5" OL   | 0797/WN038 | Klooster          |
| Kerk      |          |           | Kerkstraat 37       | 51° 42' 3" NB, 5° 8' 11" OL  | 0797/WN039 | Meer afbeeldingen |
| Woonhuis  |          |           | Kerkstraat 42       | 51° 42' 5" NB, 5° 8' 14" OL  | 0797/WN040 | Woonhuis          |
| Woonhuis  |          |           | Mariendonkstraat 9  | 51° 42' 11" NB, 5° 8' 46" OL | 0797/WN041 | Woonhuis          |
| Boerderij |          |           | Scheidingsstraat 38 | 51° 41' 50" NB, 5° 8' 48" OL | 0797/WN042 | Boerderij         |
| Boerderij |          |           | Wolfshoek 76        | 51° 42' 5" NB, 5° 8' 44" OL  | 0797/WN043 | Boerderij         |

## Haarsteeg
De plaats Haarsteeg kent 4 gemeentelijke monumenten:
| Object             | Bouwjaar | Architect  | Locatie                 | Coördinaten                   | Nr.        | Afbeelding         |
| ------------------ | -------- | ---------- | ----------------------- | ----------------------------- | ---------- | ------------------ |
| Sint-Lambertuskerk | 1873     | H.C. Dobbe | Haarsteegsestraat 10    | 51° 42' 38" NB, 5° 11' 56" OL | 0797/WN044 | Sint-Lambertuskerk |
| Klooster           |          |            | Haarsteegsestraat 11    | 51° 42' 35" NB, 5° 11' 56" OL | 0797/WN045 | Klooster           |
| Pastorie           |          |            | Haarsteegsestraat 12    | 51° 42' 37" NB, 5° 11' 55" OL | 0797/WN046 | Pastorie           |
| Woonhuis           |          |            | Haarsteegsestraat 20-22 | 51° 42' 36" NB, 5° 11' 51" OL | 0797/WN047 | Woonhuis           |

## Hedikhuizen
De plaats Hedikhuizen kent 3 gemeentelijke monumenten:
| Object          | Bouwjaar | Architect | Locatie             | Coördinaten                 | Nr.        | Afbeelding      |
| --------------- | -------- | --------- | ------------------- | --------------------------- | ---------- | --------------- |
| Boerderij       |          |           | Oude Schoolstraat 4 | 51° 44' 5" NB, 5° 11' 6" OL | 0797/WN048 | Boerderij       |
| Boerderij       |          |           | Oude Schoolstraat 6 | 51° 44' 5" NB, 5° 11' 8" OL | 0797/WN049 | Boerderij       |
| Schuur bij pand |          |           | Oude Schoolstraat 8 | 51° 44' 6" NB, 5° 11' 6" OL | 0797/WN050 | Schuur bij pand |

## Heesbeen
De plaats Heesbeen kent 7 gemeentelijke monumenten:
| Object    | Bouwjaar | Architect | Locatie        | Coördinaten                  | Nr.        | Afbeelding |
| --------- | -------- | --------- | -------------- | ---------------------------- | ---------- | ---------- |
| Woonhuis  |          |           | Grotestraat 9  | 51° 43' 50" NB, 5° 7' 21" OL | 0797/WN051 | Woonhuis   |
| Boerderij |          |           | Grotestraat 13 | 51° 43' 50" NB, 5° 7' 20" OL | 0797/WN052 | Boerderij  |
| Woonhuis  |          |           | Grotestraat 15 | 51° 43' 50" NB, 5° 7' 19" OL | 0797/WN053 | Woonhuis   |
| Boerderij |          |           | Grotestraat 18 | 51° 43' 51" NB, 5° 7' 20" OL | 0797/WN054 | Boerderij  |
| Woonhuis  |          |           | Grotestraat 34 | 51° 43' 46" NB, 5° 6' 52" OL | 0797/WN055 | Woonhuis   |
| Boerderij |          |           | Grotestraat 37 | 51° 43' 47" NB, 5° 6' 59" OL | 0797/WN056 | Boerderij  |
| Boerderij |          |           | Grotestraat 41 | 51° 43' 42" NB, 5° 6' 51" OL | 0797/WN057 | Boerderij  |

## Herpt
De plaats Herpt kent 13 gemeentelijke monumenten:
| Object    | Bouwjaar | Architect | Locatie              | Coördinaten                  | Nr.        | Afbeelding  |
| --------- | -------- | --------- | -------------------- | ---------------------------- | ---------- | ----------- |
| Boerderij |          |           | Burg. Buijsstraat 29 | 51° 43' 41" NB, 5° 9' 27" OL | 0797/WN058 | Boerderij   |
| Boerderij |          |           | Groenstraat 6        | 51° 43' 53" NB, 5° 9' 33" OL | 0797/WN059 | Boerderij   |
| Boerderij |          |           | Groenstraat 8        | 51° 43' 52" NB, 5° 9' 35" OL | 0797/WN060 | Boerderij   |
| Woonhuis  |          |           | Hoofdstraat 1        | 51° 43' 50" NB, 5° 9' 27" OL | 0797/WN061 | Woonhuis    |
| Woonhuis  |          |           | Hoofdstraat 3        | 51° 43' 50" NB, 5° 9' 27" OL | 0797/WN062 | Woonhuis    |
| Woonhuis  |          |           | Hoofdstraat 5        | 51° 43' 49" NB, 5° 9' 26" OL | 0797/WN063 | Woonhuis    |
| Boerderij |          |           | Hoofdstraat 7        | 51° 43' 49" NB, 5° 9' 26" OL | 0797/WN064 | Boerderij   |
| Woonhuis  |          |           | Hoofdstraat 9        | 51° 43' 48" NB, 5° 9' 25" OL | 0797/WN065 | Woonhuis    |
| Boerderij |          |           | Hoofdstraat 17       | 51° 43' 40" NB, 5° 9' 23" OL | 0797/WN066 | Upload foto |
| Boerderij |          |           | Hoofdstraat 18       | 51° 43' 42" NB, 5° 9' 22" OL | 0797/WN067 | Boerderij   |
| Woonhuis  |          |           | Hoofdstraat 28       | 51° 43' 33" NB, 5° 9' 17" OL | 0797/WN068 | Woonhuis    |
|           |          |           | Hoofdstraat 23       | 51° 43' 34" NB, 5° 9' 19" OL | 0797/WN069 |             |
| Kerk      |          |           | Torenstraat 2a       | 51° 43' 53" NB, 5° 9' 23" OL | 0797/WN070 | Kerk        |

## Heusden
De plaats Heusden kent 97 gemeentelijke monumenten, zie de Lijst van gemeentelijke monumenten in Heusden (plaats).

## Nieuwkuijk
De plaats Nieuwkuijk kent 7 gemeentelijke monumenten:
| Object                     | Bouwjaar | Architect         | Locatie                | Coördinaten                   | Nr.        | Afbeelding                 |
| -------------------------- | -------- | ----------------- | ---------------------- | ----------------------------- | ---------- | -------------------------- |
| Woonhuis                   |          |                   | Nieuwkuijksestraat 30  | 51° 41' 33" NB, 5° 11' 11" OL | 0797/WN098 | Woonhuis                   |
| Boerderij                  |          |                   | Nieuwkuijksestraat 83  | 51° 41' 26" NB, 5° 10' 44" OL | 0797/WN099 | Boerderij                  |
| Boerderij                  |          |                   | Nieuwkuijksestraat 84  | 51° 41' 30" NB, 5° 10' 53" OL | 0797/WN100 | Upload foto                |
| Sint-Johannes Geboortekerk | 1952     | Nico van der Laan | Nieuwkuijksestraat 94a | 51° 41' 30" NB, 5° 10' 49" OL | 0797/WN101 | Sint-Johannes Geboortekerk |
| Pastorie                   |          |                   | Nieuwkuijksestraat 96  | 51° 41' 29" NB, 5° 10' 48" OL | 0797/WN102 | Pastorie                   |
| Woonhuis                   |          |                   | Nieuwkuijksestraat 104 | 51° 41' 28" NB, 5° 10' 44" OL | 0797/WN103 | Woonhuis                   |
| Boerderij                  |          |                   | Nieuwkuijksestraat 140 | 51° 41' 25" NB, 5° 10' 30" OL | 0797/WN104 | Boerderij                  |

## Vlijmen
De plaats Vlijmen kent 16 gemeentelijke monumenten:
| Object        | Bouwjaar     | Architect       | Locatie                                                | Coördinaten                   | Nr.        | Afbeelding    |
| ------------- | ------------ | --------------- | ------------------------------------------------------ | ----------------------------- | ---------- | ------------- |
| Boerderij     | 1748         |                 | Achterstraat 66                                        | 51° 41' 45" NB, 5° 12' 35" OL | 0797/WN105 | Boerderij     |
| Pastorie      |              |                 | Grote Kerk 22                                          | 51° 41' 38" NB, 5° 13' 31" OL | 0797/WN106 | Pastorie      |
| Woonhuis      | 1880         |                 | Grote Kerk 24,24a                                      | 51° 41' 38" NB, 5° 13' 33" OL | 0797/WN107 | Woonhuis      |
| Woonhuis      | 1941         |                 | Julianastraat 11                                       | 51° 41' 52" NB, 5° 13' 15" OL | 0797/WN108 | Woonhuis      |
| Woonhuis      | 1890         |                 | Julianastraat 13                                       | 51° 41' 52" NB, 5° 13' 18" OL | 0797/WN109 | Woonhuis      |
| Woonhuis      | 1889         |                 | Julianastraat 19                                       | 51° 41' 53" NB, 5° 13' 24" OL | 0797/WN110 | Woonhuis      |
| Woonhuis      | ca 1890-1900 |                 | Julianastraat 23                                       | 51° 41' 53" NB, 5° 13' 27" OL | 0797/WN111 | Woonhuis      |
| Woonhuis      | ca 1870-1880 |                 | Meliestraat 29                                         | 51° 42' 2" NB, 5° 13' 48" OL  | 0797/WN112 | Woonhuis      |
| Boerderij     |              |                 | Meliestraat 33                                         | 51° 42' 3" NB, 5° 13' 51" OL  | 0797/WN113 | Boerderij     |
| Hop-eest      |              |                 | Nassau Dwarsstraat 5                                   | 51° 41' 24" NB, 5° 12' 46" OL | 0797/WN114 | Hop-eest      |
| Mariabeeld    | 1920         |                 | O.L.Vrouwehoekje; Pastoor van Akenstraat/Julianastraat | 51° 41' 53" NB, 5° 13' 31" OL | 0797/WN115 | Mariabeeld    |
| Boerderij     | 1699         |                 | Vlijmense Dijk 67                                      | 51° 41' 51" NB, 5° 13' 43" OL | 0797/WN116 | Upload foto   |
| Woonhuis      | ca 1880      |                 | Wilhelminastraat 34                                    | 51° 41' 58" NB, 5° 13' 27" OL | 0797/WN117 | Woonhuis      |
| Woonhuis      | ca 1900-1910 |                 | Wilhelminastraat 38                                    | 51° 41' 58" NB, 5° 13' 23" OL | 0797/WN118 | Woonhuis      |
| Politiebureau | 1916         | Vlijmen, J. van | Wolput 39                                              | 51° 41' 41" NB, 5° 12' 35" OL | 0797/WN119 | Politiebureau |
| Crucifix      | ca 1950      |                 | Wolput bij 14                                          | 51° 41' 43" NB, 5° 12' 52" OL | 0797/WN120 | Crucifix      |

's-Hertogenbosch ·
Alphen-Chaam ·
Altena ·
Asten ·
Baarle-Nassau ·
Bergeijk ·
Bergen op Zoom ·
Bernheze ·
Best ·
Bladel ·
Boekel ·
Boxtel ·
Cranendonck ·
Deurne ·
Dongen ·
Drimmelen ·
Eersel ·
Eindhoven ·
Etten-Leur ·
Lijst van gemeentelijke monumenten in Geertruidenberg ·
Geldrop-Mierlo ·
Gemert-Bakel ·
Gilze en Rijen ·
Goirle ·
Halderberge ·
Heeze-Leende ·
Helmond ·
Heusden ·
Hilvarenbeek ·
Laarbeek ·
Land van Cuijk ·
Maashorst ·
Meierijstad ·
Moerdijk ·
Nuenen, Gerwen en Nederwetten ·
Oirschot ·
Oisterwijk ·
Oosterhout ·
Oss ·
Reusel-De Mierden ·
Roosendaal ·
Someren ·
Son en Breugel ·
Lijst van gemeentelijke monumenten in Steenbergen ·
Tilburg ·
Valkenswaard ·
Vught ·
Waalre ·
Waalwijk ·
Woensdrecht ·
Zundert